# Comparsa

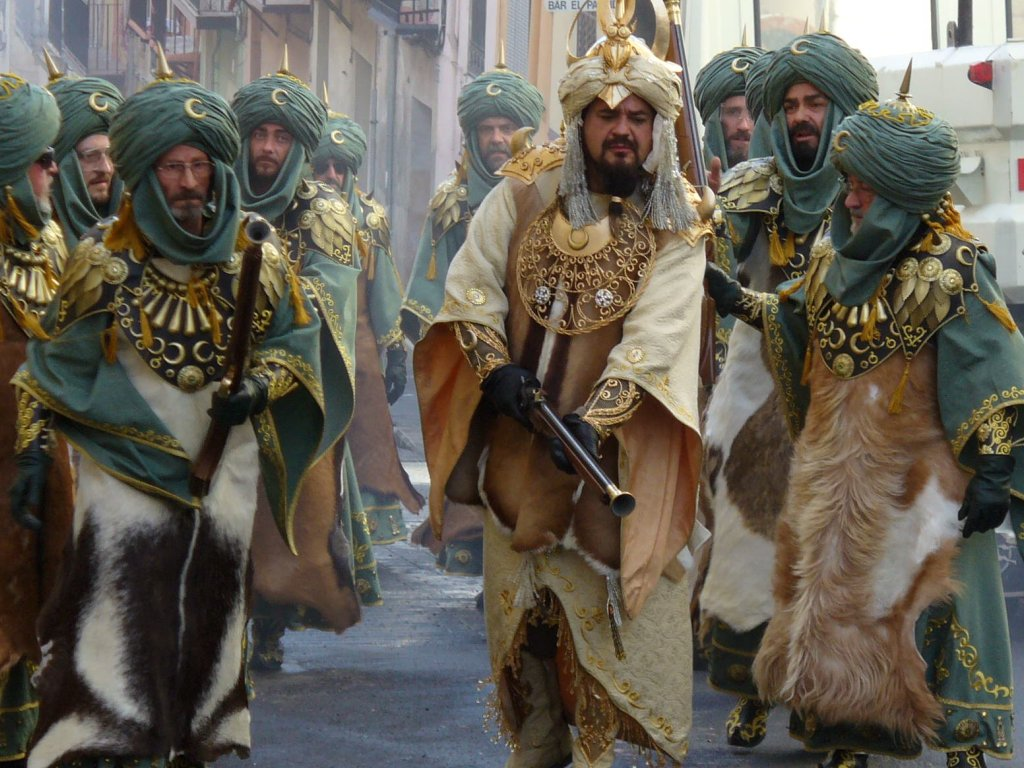
Eine Comparsa bei den spanischen Festes

Comparsa sind bei den spanischen Festes und im kubanischen Karneval Gruppen von Tänzern und Musikern sowie manchmal auch die Musikstücke dieser Gruppen selbst.

## Kuba
Neben typischen Instrumenten der kubanischen Musik (Congas, Clave, Glocke, Maracas) werden bei der Comparsa die Bombo (tiefe Trommel) und eine Schalmei chinesischen Ursprungs, genannt Corneta (selten auch: Trompeta) china.
Ein traditionelles Beispiel für diese Musik ist die "Comparsa Conga Habanera".

## Spanien
Die Comparsas oder Bandas der spanische Festes zeichnen sich besonders durch aufwändige Köstume aus.